# Парламентские выборы в Лаосе (1992)
Парламентские выборы 1992 года в Лаосе были проведены 20 декабря. На 85 мест в Национальной ассамблее претендовало в общей сложности 154 кандидатов, все из них, за исключением четверых, членами Народно-революционной партии Лаоса. НРПЛ одержала победу, заняв все 85 мест. Явка избирателей составила 99,3 %..

## Результаты выборов
| Партия                             | Число поданных голосов | %   | Число мест в Национальной ассамблее | +/-  |
| ---------------------------------- | ---------------------- | --- | ----------------------------------- | ---- |
| Народно-революционная партия Лаоса |                        | 100 | 85                                  | +20▲ |
| Независимые                        |                        | 0   | 0                                   | -14▼ |
| Недействительных бюллетеней        |                        |     | -                                   | -    |
| Всего                              | 2 009 727              | 100 | 85                                  | +6▲  |
| Источник: Nohlen et al., IPU       |                        |     |                                     |      |